# Canton de Saint-Varent
Le canton de Saint-Varent est une ancienne division administrative française située dans le département des Deux-Sèvres et la région Poitou-Charentes.

## Géographie
Le canton de Saint-Varent était organisé autour de Saint-Varent dans l'arrondissement de Bressuire. Son altitude variait de 57 m (Luzay) à 187 m (Geay).

## Histoire
Le canton de Saint-Varent fait partie des cantons créés aux débuts de la Révolution française, d'abord rattaché au district de Thouars jusqu'en 1795, date de suppression des districts, puis à l'arrondissement de Thouars en 1801 devenu l'arrondissement de Bressuire en 1804 par transfert du chef-lieu. En 1926, il dépend de l'arrondissement de Parthenay avant d'être à nouveau intégré à celui de Bressuire en 1942.
Il est supprimé par le redécoupage cantonal de 2014 qui prend effet lors des élections départementales de mars 2015. Ses communes sont alors rattachées au canton du Val de Thouet, hormis La Chapelle-Gaudin et Geay rattachées à celui de Bressuire.

## Représentation

### Conseillers généraux de 1833 à 2015
| Période   | Période          | Identité                       | Étiquette          | Qualité |
| --------- | ---------------- | ------------------------------ | ------------------ | --- |
| 1833      | 1842             | Antoine Jacques Charrier       |                    | Juge de paix à Saint-Varent Ancien maire de Coulonges-Thouarsais Propriétaire à Chaillou, commune de Saint-Varent                      |
| 1842      | 1848             | Pierre Louis Tribert           | Opposition modérée | Ancien préfet Député (1829-1848) Ancien conseiller général du canton de Thouars (1841-1842) Élu en 1848 dans le canton de Champdeniers |
| 1848      | 1864 (décès)     | René Michel Cornilleau         |                    | Notaire à Luzay et juge de paix à Thouars                                                                                              |
| 1864      | 1883             | Adalbert de Maussabré-Beufvier | Droite             | Secrétaire d'ambassade Propriétaire à Soulièvres                                                                                       |
| 1883      | 1895 (décès)     | Alexis Mousset                 | Républicain        | Notaire - Maire de Saint-Varent, conseiller d'arrondissement                                                                           |
| 1896      | 1925             | Pierre Justin Primault         | Républicain        | Agriculteur, propriétaire adjoint au Maire de Saint-Varent, conseiller d'arrondissement                                                |
| 1925      | 1937             | Léopold Hullin                 | Rad.               | Propriétaire au Chillou, Saint-Varent, conseiller d'arrondissement                                                                     |
| 1937      | 1940             | Georges Alexandre              | PSF                | Notaire Maire de Saint-Varent Nommé conseiller départemental en 1943                                                                   |
|           |                  |                                |                    | |
| 1945      | 1947 (démission) | André Chauvenet                | SFIO               | Chirurgien à Thouars, ancien résistant, ancien déporté à Buchenwald                                                                    |
| juin 1947 | 1955             | René Battreau (1908-1998)      | MRP                | Cultivateur, propriétaire du château de La Brosse à Saint-Varent                                                                       |
| 1955      | 1979             | André Minot                    | SFIO puis PS       | Médecin Maire de Saint-Varent |
| 1979      | 1998             | Alain Bossay                   | DVD                | Ingénieur Maire de Saint-Varent (1977-2001)                                                                                            |
| 1998      | 2004             | David Martineau                | SE puis DVG        | Expert en bâtiments à Geay |
| 2004      | 2015             | Claude Aubin                   | DVD                | Électricien Conseiller municipal de Saint-Varent                                                                                       |

### Conseillers d'arrondissement (de 1833 à 1940)
| Période                                  | Période          | Identité                          | Étiquette    | Qualité |
| ---------------------------------------- | ---------------- | --------------------------------- | ------------ | --- |
| 1833                                     | 1842             | Michel Jacques Guérin (1806-1869) |              | Avoué, maire de Luzay                                                                                       |
| 1842                                     | 1848             | Joseph Cornilleau                 |              | Maire de Luzay                                                                                              |
|                                          |                  |                                   |              | |
| 1871                                     | 1881             | Alexis Mousset                    | Républicain  | Notaire - Maire de Saint-Varent                                                                             |
|                                          |                  |                                   |              | |
| 1895                                     | 1896 (démission) | Pierre Primault                   | Républicain  | Cultivateur à Saint-Varent                                                                                  |
| 1896                                     |                  | M. Poitiers                       | Républicain  | |
| 1904                                     | 1919             | Auguste Chessé                    | Républicain  | Cultivateur, adjoint au maire de Saint-Varent                                                               |
| 1919                                     | 1925             | Léopold Hullin                    | Rad.         | Propriétaire au Chillou, Saint-Varent                                                                       |
| 1925                                     | 1934             | Louis-Alexis Métais               | Rad.         | Maire de Coulonges-Thouarsais                                                                               |
| 1934                                     | 1940             | M. Loiseau                        | Nationaliste | |
| 1940                                     |                  |                                   |              | Les conseils d'arrondissement ont été suspendus par la loi du 12 octobre 1940 et n'ont jamais été réactivés |
| Les données manquantes sont à compléter. |                  |                                   |              | |

## Composition
Le canton de Saint-Varent groupait neuf communes.
| Communes             | Population (2012) | Code postal | Code Insee |
| -------------------- | ----------------- | ----------- | ---------- |
| La Chapelle-Gaudin   | 228               | 79300       | 79072      |
| Coulonges-Thouarsais | 453               | 79330       | 79102      |
| Geay                 | 345               | 79330       | 79131      |
| Glénay               | 561               | 79330       | 79134      |
| Luché-Thouarsais     | 494               | 79330       | 79159      |
| Luzay                | 586               | 79100       | 79161      |
| Pierrefitte          | 332               | 79330       | 79209      |
| Sainte-Gemme         | 387               | 79330       | 79250      |
| Saint-Varent         | 2 508             | 79330       | 79299      |

## Démographie
| 1962  | 1968  | 1975  | 1982  | 1990  | 1999  | 2006  | 2011  | 2012  |
| ----- | ----- | ----- | ----- | ----- | ----- | ----- | ----- | ----- |
| 5 847 | 6 152 | 5 952 | 5 774 | 5 601 | 5 434 | 5 572 | 5 810 | 5 894 |